# Pendjab (Pakistan)
Pour les articles homonymes, voir Pendjab.
Le Pendjab, Penjab ou Panjâb (en pendjabi et en ourdou : پنجاب, Panjāb, /pənˈdʒaːb/ ; en anglais : Punjab) est l'une des quatre provinces fédérées du Pakistan. C'est la plus peuplée et la plus riche province du Pakistan. Elle recouvre 60 % de la région du Pendjab, dont les 40 % restants constituent l'État indien du Pendjab, le Haryana et le Himachal Pradesh. Le Pendjab, berceau du sikhisme, fut divisé lors de la partition des Indes, entre l'Inde (Pendjab indien) et le Pakistan (Pendjab pakistanais).
La capitale du Pendjab pakistanais est Lahore, qui est la deuxième ville du pays avec environ onze millions d'habitants. Quatre autres villes dépassent un million d'habitants, à savoir Faisalabad, Rawalpindi et Gujranwala toutes situées au nord, ainsi que Multan au sud. 
En 2023, la population du Pendjab s'établit à près de 127 millions d'habitants, soit un peu plus de la moitié des habitants du pays. La province est le cœur économique, agricole, culturel, universitaire et militaire du Pakistan. En 2000, le PIB de la province représentait 55 % de celui du pays, et le secteur des services 62 %. Les Pendjabis sont l'ethnie majoritaire et le pendjabi est la langue maternelle la plus parlée du Pakistan. 
Le Pendjab bénéficie, comme les autres provinces du Pakistan, d'importants pouvoirs dans le cadre d'une organisation fédérale de l’État. Elle possède ainsi une Assemblée provinciale élue directement par le peuple ainsi que d'un gouvernement local dirigé par un ministre en chef. Le pouvoir de l’État fédéral est représenté par un gouverneur nommé par le président de la République, sur conseil du Premier ministre.

## Histoire

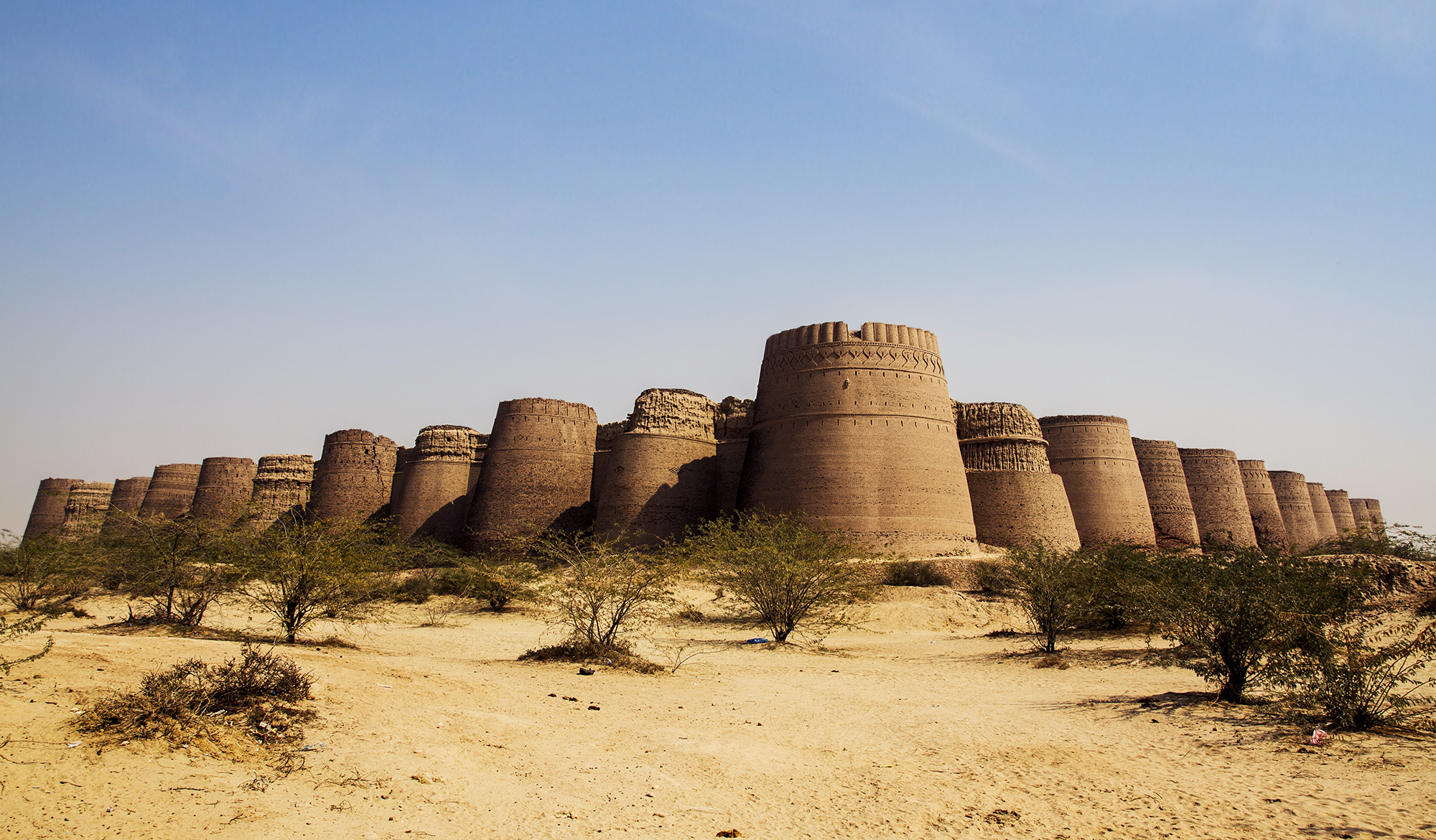
Le fort de Derawar.

En 1947, le Pendjab a été divisé entre l'Inde et le Pakistan suivant les frontières entre les deux principales religions. Près de sept millions d'hindous et de Sikhs ont ensuite migré depuis la partie pakistanaise du Pendjab vers l'Inde.
Dans les années 1950, dans le cadre de tensions entre le Pakistan occidental (actuel Pakistan) et le Pakistan oriental (actuel Bangladesh), le Pendjab a perdu son statut de province en 1955 et ne l'a retrouvé qu'en 1972, après l'indépendance du Bangladesh. Elle a retrouvé son statut grâce à un simple acte adopté par l'Assemblée provinciale du Pendjab et sera confirmé un an plus tard dans la nouvelle Constitution.
Depuis les années 1950, le Pendjab a connu une industrialisation. La province bénéficie aussi des infrastructures construites à l'époque de l'Inde britannique (système d'irrigation, chemins de fer, etc.). Durant les années 1960, Islamabad a été construite au nord de Rawalpindi pour devenir la nouvelle capitale fédérale du Pakistan en 1966. Le Pendjab a ainsi perdu une petite partie de sa superficie au profit de la création du territoire fédéral d'Islamabad.
Le Pendjab a connu plusieurs affrontements entre l'armée pakistanaise et indienne, durant les guerres de 1965 et de 1971. Le Pendjab est ainsi la principale frontière entre les deux pays et d'importantes troupes tiennent chaque côté de la frontière. C'est d'ailleurs à Wagah, village pendjabi situé à mi-chemin entre Lahore et Amritsar, que se situe le seul point de passage terrestre existant sur la frontière entre l'Inde et le Pakistan. Le dialogue entamé entre les deux pays en 2004 a aidé à pacifier la zone, malgré quelques incidents frontaliers sporadiques.

## Géographie et climat

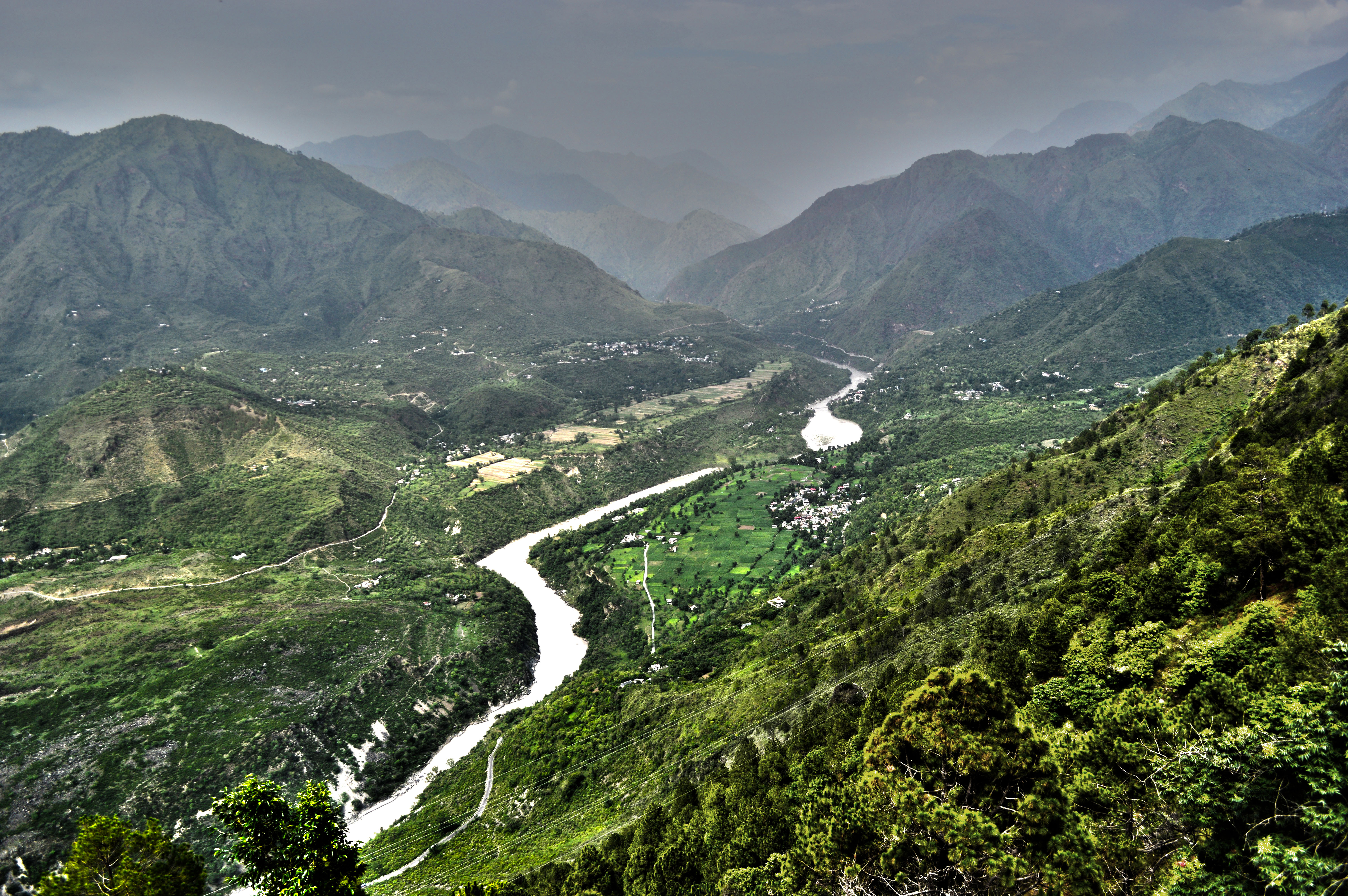
La rivière Sutlej.

La province du Pendjab est la seule à toucher toutes les autres provinces du Pakistan, de même que les régions tribales et le Territoire fédéral d'Islamabad. 
La province est principalement fertile, et contient de nombreuses forêts et beaucoup de terres cultivées grâce à un système d'irrigation développé. Quatre importantes rivières traversent la province, et surtout le fleuve Indus. La province contient aussi quelques paysages désertiques, dont notamment le désert du Cholistan dans le sud de la province.
Pendjab signifie « (le pays des) cinq rivières » (panj « cinq » appartient à la même racine indo-européenne que le grec πέντε / pénte, le latin quinque, etc.). Ces cinq rivières sont : la Beâs, la Chenab, la Jhelum, le Ravi et le Sutlej. Parmi ces cinq rivières, seule la Beâs est située intégralement en Inde. Toutes les autres sont situées entre les deux pays, parmi lesquelles trois sont situées largement majoritairement au Pakistan, à savoir la Chenab, la Jhelum, le Ravi.

### Climat
La plupart de la province a un climat de mousson. L'hiver est doux et pluvieux, la température commence à augmenter vers février-mars et le printemps continue jusqu'en avril. La mousson frappe normalement la province aux alentours de mai. Cependant, depuis les années 1970, le climat est devenu de plus en plus irrégulier. Les mois de juin et juillet sont particulièrement chauds et secs, avec des températures montant parfois autour de 50 °C. La chaleur persiste jusqu'en octobre, mais est ponctuée par des pluies à partir d'août. Une partie minoritaire de la province connait un climat aride.

## Population et démographie

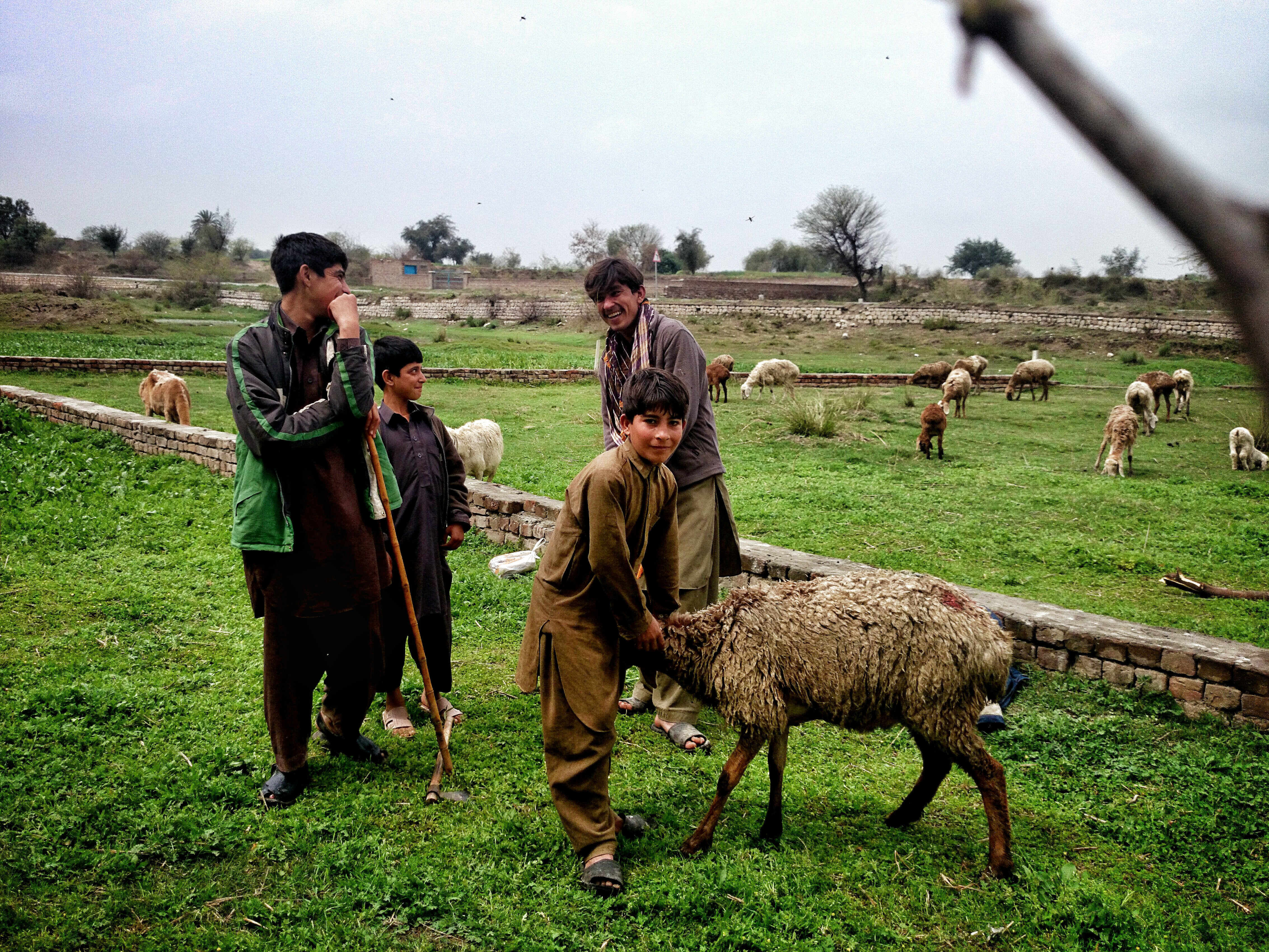
Paysans du district de Chakwal.

Le recensement de 1998 établissait la population du Pendjab à 72 585 000 habitants et selon les résultats du recensement de 2023, la population atteint à 127 millions, dont 41 % d'urbains. La seule province du Pendjab concentre plus de la moitié de la population du pays. La population est inégalement réparties dans la province, le nord étant davantage peuplé et industrialisé et le taux d'alphabétisation y est plus élevé. Le sud est moins peuplé, plus rural et moins développé.
Les Pendjabis forment l'ethnie majoritaire, à la fois du Pendjab et de tout le pays. Sa population est de près de 81 millions, surtout présente dans le nord de la province. L'ethnie saraiki est la deuxième ethnie de la province, présente dans le centre et le sud et notamment à Multan. La province est de loin le principal lieu de peuplement de ces deux ethnies. D'autres ethnies originaires du reste du Pakistan sont présentes dans la province, notamment des Cachemiris, des Sindis, des Pachtounes, des Baloutches et des Muhadjirs. Par ailleurs, la province est largement musulmane, à 97,7 %, et compte la plus forte communauté chrétienne du pays, qui représente 1,9 % de la population, ou 2,5 millions de fidèles. On compte aussi quelques rares hindous et sikhs, ces derniers étant concentrés en des lieux religieux non loin du passage frontalier de Wagah.
La langue la plus parlée est le pendjabi (67 %) ainsi que le saraiki (20,6 %). L'ourdou représente 7,2 %, le pachto 1,9 % et le baloutchi 0,8 %,. L'anglais est parlé par 2 % de la population en seconde langue, et est surtout présent chez l'élite et les gens éduqués.  
La question de diviser la province pour en créer plusieurs se pose au sein de la classe politique afin de réduire le fort poids du Pendjab et de mieux représenter les intérêts du sud, largement défavorisé. De plus, la création de nouvelles provinces pourrait permettre à l'ethnie saraiki, peuplant le sud de la province, de disposer d'une certaine autonomie territoriale. Des amendements en ce sens ont été déposés par l'opposition, notamment par des élus de la Ligue musulmane du Pakistan (Q). Le Mouvement du Pakistan pour la justice, qui a pris le contrôle de la province en 2018, y est également favorable. La Ligue musulmane du Pakistan (N), bien implantée dans le nord et à Bahawalpur, refuse en revanche toute division du Pendjab.

## Économie

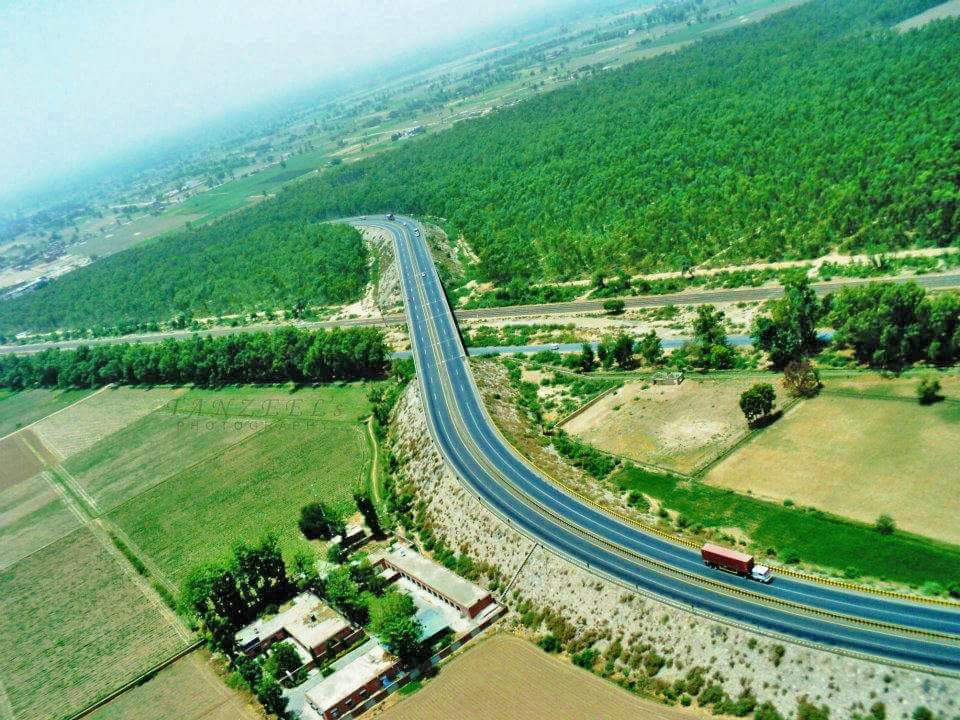
L'autoroute M-3, reliant Abdul Hakim à Lahore.

La province du Pendjab a toujours été la plus riche et développée du pays. Avec 127 millions d'habitants en 2023, elle représente à elle seule environ 52 % de la population du Pakistan, et son agriculture est la plus développé du pays (56 % de la production en 2000). Elle est également largement dominante dans le domaine des services, avec 64 % de la richesse totale du pays du secteur tertiaire provenant du Pendjab. Elle est en revanche moins dominante dans le domaine de l'industrie (50 %) en comparaison avec le Sind (40 %). Elle possède quand même de fortes industries textiles, de production de machines et de ciment. Elle souffre toutefois d'un manque de charbon, ce qui pénalise sa production d'énergie. Les coupures d'électricité sont récurrentes, ce qui pénalise l'installation de nouvelles entreprises et provoque des manifestations. Le gouvernement provincial et le gouvernement fédéral se renvoient souvent la responsabilité de ses coupures.
Le projet d'infrastructure autoroutier lancé par le Premier ministre Nawaz Sharif dans les années 1990 est d'une importance stratégique pour la province. Le projet, toujours en cours de réalisation, prévoit de relier les grandes villes du Pendjab vers les principaux ports d'exportation du Pakistan, Karachi et Gwadar. En 2019, le réseau de la province est complété, reliant Lahore avec Islamabad et Rawalpindi depuis 1997, puis Faisalabad en 2003 et enfin Multan jusqu'au Sind.
Les richesses et la population sont inégalement réparties dans la province. Le nord de la province est industrialisé, relativement développé et davantage urbanisé. C'est là que l'on trouve les principales universités et également l'essentiel du réseau autoroutier actuellement en service. Le centre et le sud de la province sont beaucoup moins peuplés (environ 31 % de la population de la province) et moins urbanisé. L'économie est davantage tournée vers l'agriculture et pendant longtemps, peu de projets de développement étaient mis en œuvre. Toutefois, depuis quelques années, le budget pour le développement du sud du Pendjab a été sensiblement augmenté dans le but de réduire le sentiment d'exclusion de la population.

## Politique

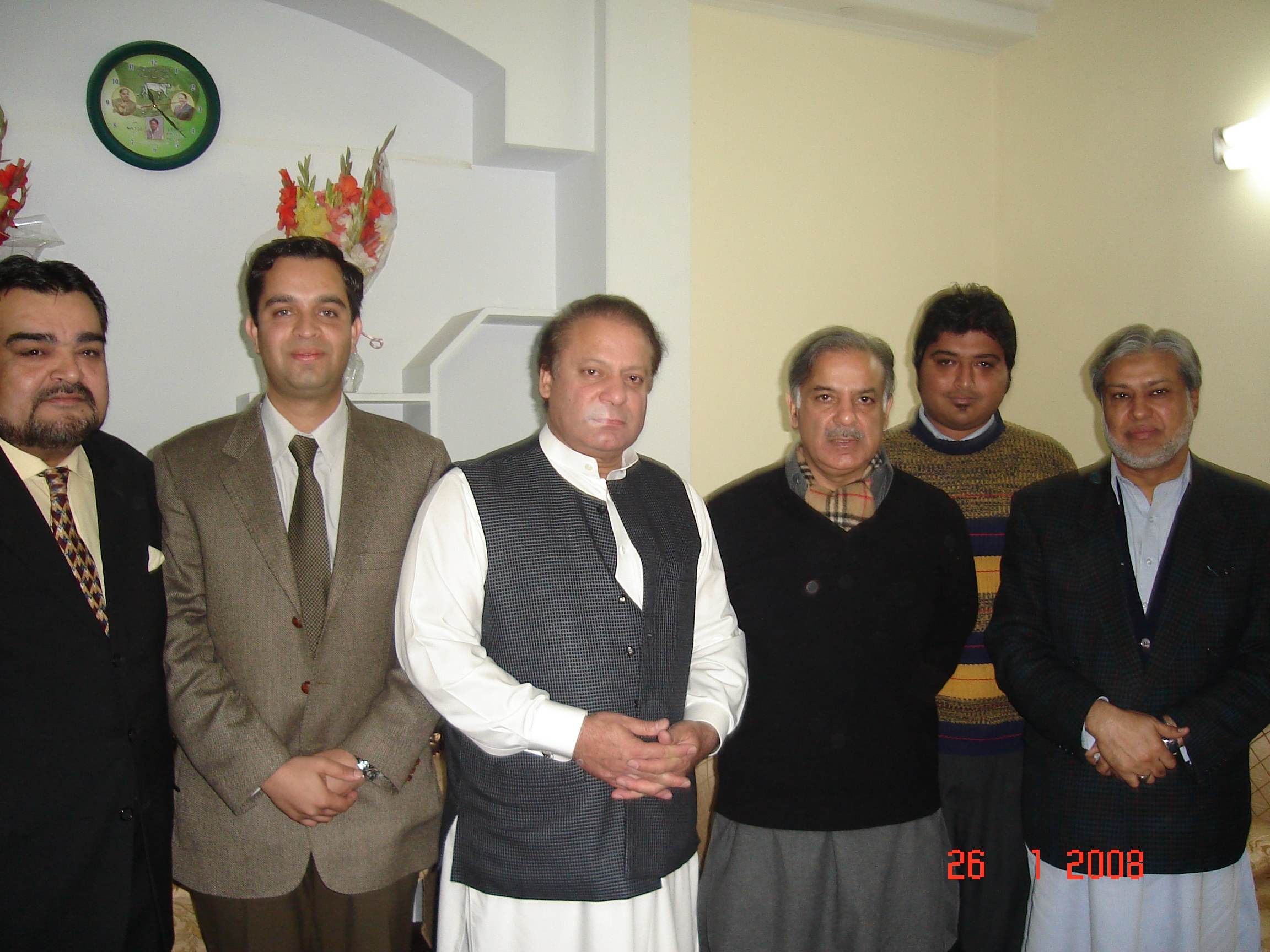
Hommes politiques de la province, dont Nawaz Sharif et Shehbaz Sharif au centre.

L'Assemblée provinciale du Pendjab est monocamérale et constitue le pouvoir législatif de cette province fédérée. Sur ses 371 membres, 297 sont élus directement par le peuple au suffrage universel direct uninominal majoritaire à un tour, et leur mandat est de 5 ans. Les 74 membres restants sont élus par les autres membres, dont 66 sont réservés à des femmes et 8 à des minorités religieuses. La province dispose également d'un gouvernement local autonome qui découle de son Assemblée. Le ministre en chef (Chief Minister) est le chef de ce gouvernement et il est responsable devant l'Assemblée. Le pouvoir fédéral de l'État est en revanche représenté par le Gouverneur, qui est nommé par le Président de la République sur le conseil du Premier ministre.
Le gouvernement provincial dispose d'un important pouvoir en matière d'éducation et de santé, ainsi que du pouvoir de police civile générale. Il est composé de nombreux ministres, avec notamment un ministre de l'intérieur, de l'éducation et de la santé. Toutefois, le pouvoir des provinces est limité. Par exemple, le budget de la province est écrit par le gouvernement fédéral même s'il doit ensuite être voté par l'Assemblée provinciale. De même, les impôts collectés par les autorités provinciales sont renvoyés à l’État fédéral qui n'en redistribue qu'une partie seulement dans le budget de la province.
Lors des élections provinciales de 2008, la Ligue musulmane du Pakistan (N) a remporté le scrutin en gagnant une majorité relative à l'Assemblée provinciale et Shehbaz Sharif devient ministre en chef. Lors des élections de 2013, la Ligue renforce considérablement son emprise sur la province avec une majorité des trois-quarts à l'Assemblée. Toutefois, la ligue perd de peu le pouvoir dans la province à la suite des élections de 2018 qui voit le Mouvement du Pakistan pour la justice prendre le contrôle du gouvernement local avec Usman Buzdar à sa tête, notamment sur la promesse de créer une province pour le Pendjab du Sud. 

Composition de l'Assemblée provinciale du Pendjab après les élections de 2018.

| Mouvement du Pakistan pour la justice             | 11 166 131 | 33,61 % | 60  | 182 | 153 |
| Ligue musulmane du Pakistan (N)                   | 10 529 723 | 31,70 % | 61  | 165 | 150 |
| Parti du peuple pakistanais                       | 1 789 780  | 5,39 %  | 6   | 7   | 1   |
| Ligue musulmane du Pakistan (Q)                   | 392 419    | 1,18 %  | 4   | 10  | 2   |
| Autres partis                                     | 3 095 469  | 9,31 %  | 1   | 0   | 5   |
| Indépendants                                      | 6 244 580  | 18,69 % | 7   | 5   | =   |
| Total (participation : 56,44 %)                   | 33 218 103 | 100 %   | 139 | 369 |     |
| 1. 2. Source : Commission électorale du Pakistan, |            |         |     |     |     |

## Sécurité et conflits

### Sécurité

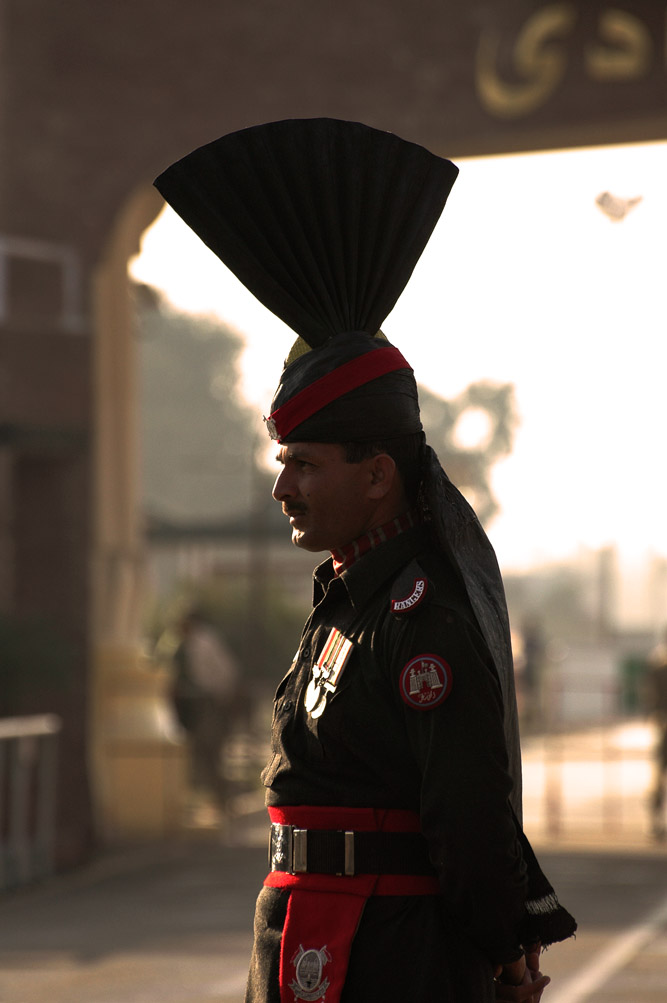
Un ranger pakistanais à Wagah, point de passage entre le Pakistan et l'Inde.

Le Pendjab est la province la plus importante pour l'armée pakistanaise. D'abord, son quartier-général est situé à Rawalpindi, dans le nord de la province. D'importantes bases sont également situées dans la province. De même, une importante partie de la frontière entre l'Inde et le Pakistan est située dans le Pendjab, au long de laquelle est positionnée la majeure partie de l'armée.
Les Rangers, force paramilitaire liée à l'armée disposant d'environ 100 000 hommes, sont également placés en grande partie dans le Pendjab, le long de la frontière avec l'Inde.
La police du Pendjab, qui est placée sous le contrôle du gouvernement local et du ministre de l'intérieur de la province, dispose de près de 170 000 hommes.

### Conflits avec des groupes islamistes
La province du Pendjab est proche des principales zones concernées par l'insurrection islamiste dans le Nord-Ouest (à savoir, la province de Khyber Pakhtunkhwa et les régions tribales). Ainsi des attaques et attentats à la bombe préparés depuis ces régions ont régulièrement touché la province. Toutefois, il faut noter que ces dernières années se pose la question de la mouvance des « talibans pendjabis », une notion qui reste floue et qui est sujette à polémique au Pakistan. Parmi les groupes qui feraient partie de cette mouvance, on peut citer le Lashkar-e-Jhangvi, le Sipah-e Sahaba Pakistan et le Jaish-e-Mohammed. La mouvance serait aussi à la fois proche et imbriquée avec le Tehrik-e-Taliban Pakistan, la principale mouvance des talibans pakistanais. Elle serait surtout basée dans le sud de la province du Pendjab, région pauvre et rurale, peuplée majoritairement par l'ethnie saraiki.
L'utilisation du terme de « talibans pendjabis » est politiquement sensible au Pakistan. Le ministre en chef de la province, Shahbaz Sharif a ainsi parlé d'« une insulte aux Pendjabis ». La mouvance a été accusée par les autorités d'être responsable des attaques de Lahore du 28 mai 2010 et de l'assassinat de Shahbaz Bhatti notamment.

## Administration

### Liste des villes les plus importantes
La province du Pendjab concentre logiquement la majorité des plus importantes villes du pays, notamment dans sa partie nord. Sur les dix villes peuplées de plus d'un million d'habitants, cinq sont situées dans le Pendjab, dont quatre dans le nord. De plus, sur les cent plus importantes villes du pays, 60 sont également dans la province. 21 villes sont peuplées de plus de 300 000 habitants selon le recensement 2023.

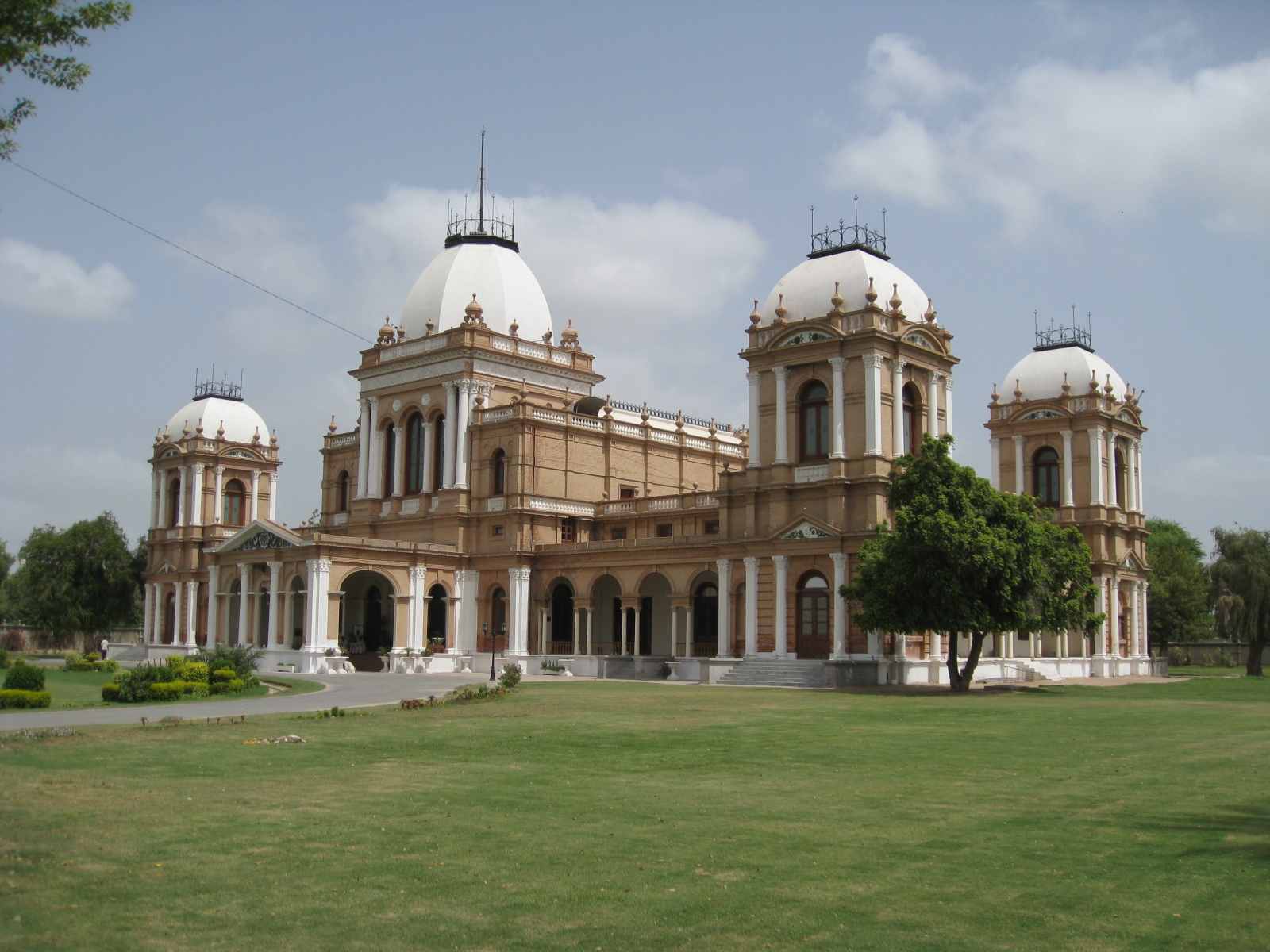
Le palais Noor Mahal à Bahawalpur.

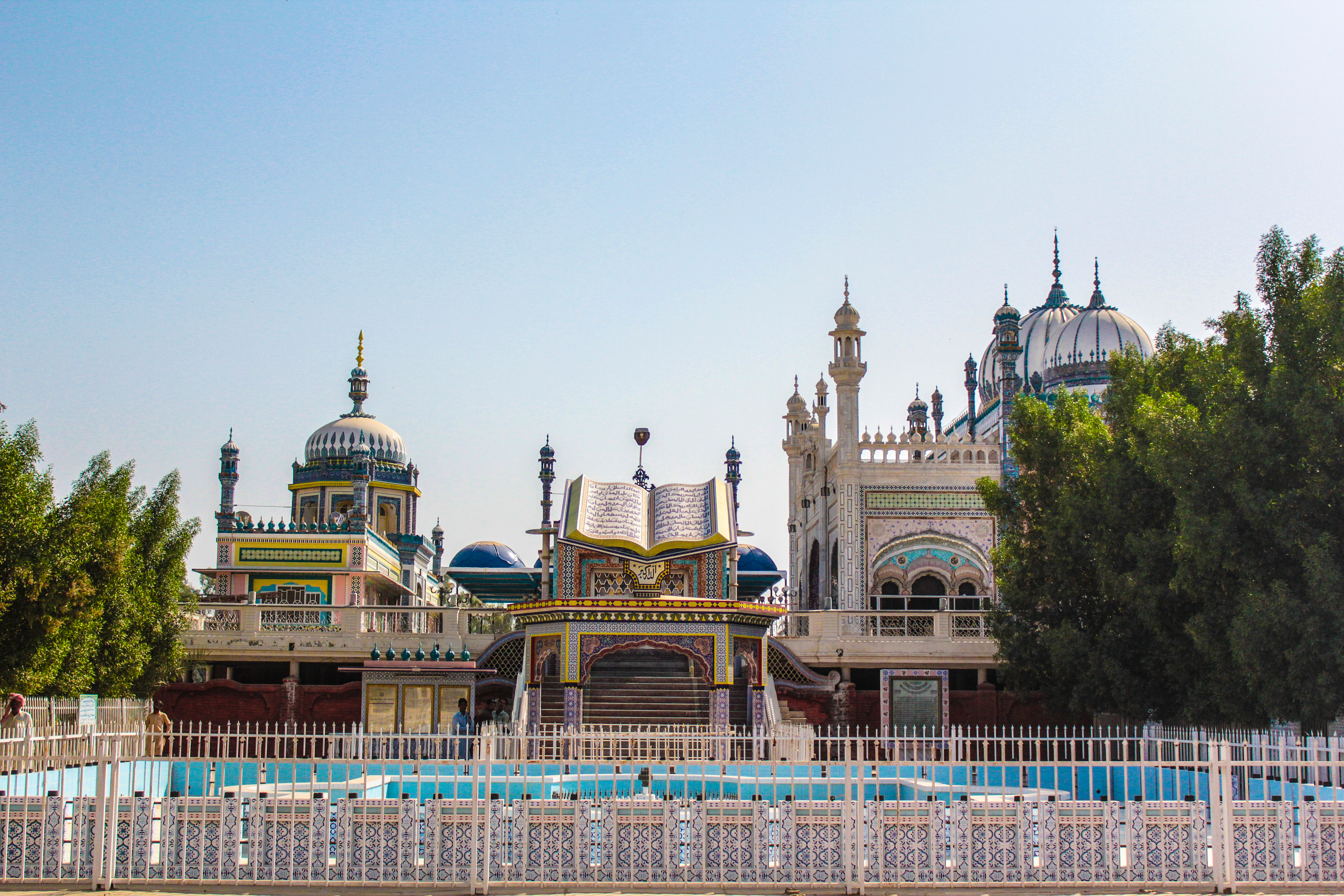
Mosquée Bhong à Rahim Yar Khan.

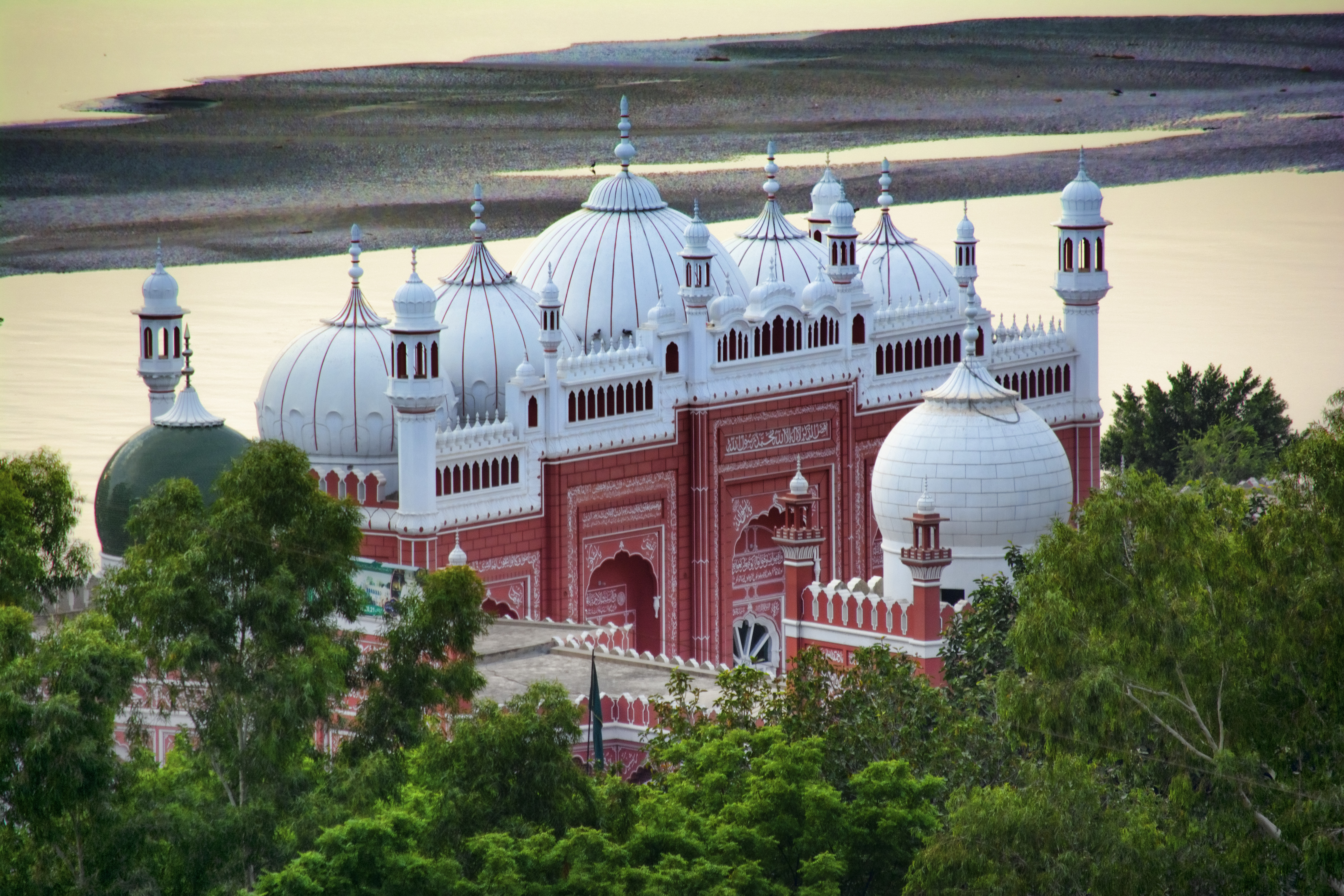
Mausolée de Shah Burhan à Chiniot.

| Rang | Ville           | District        | Pop. (2023) |
| ---- | --------------- | --------------- | ----------- |
| 1    | Lahore          | Lahore          | 13 004 135  |
| 2    | Faisalabad      | Faisalabad      | 3 691 999   |
| 3    | Rawalpindi      | Rawalpindi      | 3 357 612   |
| 4    | Gujranwala      | Gujranwala      | 2 511 118   |
| 5    | Multan          | Multan          | 2 215 381   |
| 6    | Sargodha        | Sargodha        | 975 886     |
| 7    | Sialkot         | Sialkot         | 911 817     |
| 8    | Bahawalpur      | Bahawalpur      | 903 795     |
| 9    | Jhang           | Jhang           | 606 533     |
| 10   | Shekhupura      | Shekhupura      | 591 424     |
| 11   | Gujrat          | Gujrat          | 574 240     |
| 12   | Sahiwal         | Sahiwal         | 538 344     |
| 13   | Okara           | Okara           | 533 693     |
| 14   | Rahim Yar Khan  | Rahim Yar Khan  | 519 261     |
| 15   | Kasur           | Kasur           | 510 875     |
| 16   | Dera Ghazi Khan | Dera Ghazi Khan | 494 464     |
| 17   | Wah             | Attock          | 400 733     |
| 18   | Burewala        | Vehari          | 361 664     |
| 19   | Hafizabad       | Hafizabad       | 318 621     |
| 20   | Chiniot         | Chiniot         | 318 165     |
| 21   | Jhelum          | Jhelum          | 312 426     |

### Districts

Carte des districts du Pendjab.

La province est divisée en 36 districts.
| no | District        | Capitale        | Pop. (2017) | no | District        | Capitale        | Pop. (2017) |
| -- | --------------- | --------------- | ----------- | -- | --------------- | --------------- | ----------- |
| 1  | Attock          | Attock          | 1 883 556   | 19 | Lodhran         | Lodhran         | 1 700 620   |
| 2  | Bahawalnagar    | Bahawalnagar    | 2 981 919   | 20 | Mandi Bahauddin | Mandi Bahauddin | 1 593 292   |
| 3  | Bahawalpur      | Bahawalpur      | 3 668 106   | 21 | Mianwali        | Mianwali        | 1 546 094   |
| 4  | Bhakkar         | Bhakkar         | 1 650 518   | 22 | Multan          | Multan          | 4 745 109   |
| 5  | Chakwal         | Chakwal         | 1 495 982   | 23 | Muzaffargarh    | Muzaffargarh    | 4 322 009   |
| 6  | Chiniot         | Chiniot         | 1 369 740   | 24 | Narowal         | Narowal         | 1 709 757   |
| 7  | Dera Ghazi Khan | Dera Ghazi Khan | 2 872 201   | 25 | Nankana Sahib   | Nankana Sahib   | 1 356 374   |
| 8  | Faisalabad      | Faisalabad      | 7 873 910   | 26 | Okara           | Okara           | 3 039 139   |
| 9  | Gujranwala      | Gujranwala      | 5 014 196   | 27 | Pakpattan       | Pakpattan       | 1 823 687   |
| 10 | Gujrat          | Gujrat          | 2 756 110   | 28 | Rahim Yar Khan  | Rahim Yar Khan  | 4 814 006   |
| 11 | Hafizabad       | Hafizabad       | 1 156 957   | 29 | Rajanpur        | Rajanpur        | 1 995 958   |
| 12 | Jhang           | Jhang           | 2 743 416   | 30 | Rawalpindi      | Rawalpindi      | 5 405 633   |
| 13 | Jhelum          | Jhelum          | 1 222 650   | 31 | Sahiwal         | Sahiwal         | 2 517 560   |
| 14 | Kasur           | Kasur           | 3 454 996   | 32 | Sargodha        | Sargodha        | 3 703 588   |
| 15 | Khanewal        | Khanewal        | 2 921 986   | 33 | Shekhupura      | Shekhupura      | 3 460 426   |
| 16 | Khushab         | Jauharabad      | 1 281 299   | 34 | Sialkot         | Sialkot         | 3 893 672   |
| 17 | Lahore          | Lahore          | 11 126 285  | 35 | Toba Tek Singh  | Toba Tek Singh  | 2 190 015   |
| 18 | Layyah          | Layyah          | 1 824 230   | 36 | Vehari          | Vehari          | 2 897 446   |

## Éducation

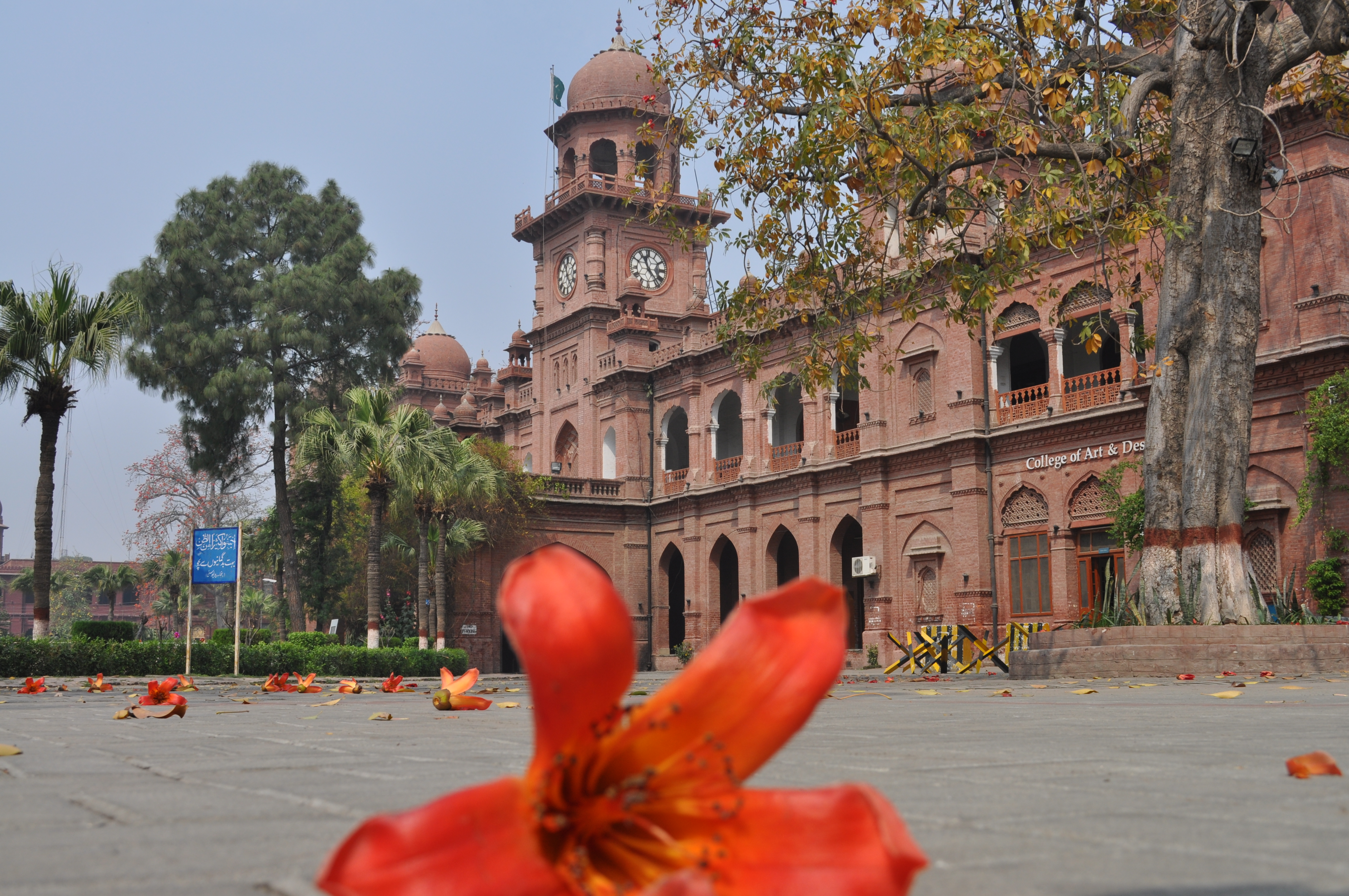
L'université du Pendjab à Lahore, l'une des plus réputées du pays.

Le Pendjab est la province l'une des plus éduquées du Pakistan, avec un taux d'alphabétisation de 59 %. 
La plupart des universités du pays sont situées dans le Pendjab, dont certaines sont très réputées. La plupart sont situées à Lahore, mais on en trouve aussi beaucoup à Rawalpindi et Faisalabad par exemple.
Liste de quelques universités :
- Université du Pendjab (à Lahore)
- Ashrafia Islamic University Lahore
- Forman Christian College  (à Lahore)
- École d'économie de Lahore
- Lahore University of Management Sciences
- St Mary's Cambridge School (à Rawalpindi)
- The University of Faisalabad (à Faisalabad)